# Can't Take My Eyes Off You
«Can't Take My Eyes Off You» —en català: «No puc apartar els meus ulls de tu»— és una cançó publicada el 1967. Fou escrita per Bob Crewe i Bob Gaudio, amb arranjaments d'Artie Schroeck i Gaudio, i interpretada originalment per Frankie Valli. La cançó va ser un dels seus majors èxits, arribant al segon lloc a les 100 cançons del Billboard l'any 1967 i guanyà un disc d'or. Va ser un dels molts èxits que Valli va enregistrar amb la participació del seu grup "The Four Seasons".

## Versions
La cançó ha estat interpretada per una gran varietat d'artistes. La versió d'Andy Williams va aconseguir el cinquè lloc en les llistes de popularitat del Regne Unit el 1968.
El 1991, els Pet Shop Boys van fer servir una part de la cançó en el seu àlbum "Where the Streets Have No Name (I Can't Take My Eyes Off You)/How Can You Expect to Be Taken Seriously?", que va entrar en el top 5 al Regne Unit.
Diverses versions de la cançó han entrat a les llistes de popularitat als Estats Units, incloent la versió de The Letterman (#7 en 1968), Nancy Wilson (#52 en 1969), Maureen McGovern (#27 en 1979), Boys Town Gang (#1 a Bèlgica, Holanda i Espanya en 1982) i Lauryn Hill (en la seva versió de 1998 canviada el nom com a "Can't Take My Eyes Off Of You", en el seu àlbum com a debutant, The Miseducation of Lauryn Hill, la qual va ser nominada al Premi Grammy a la millor interpretació femenina de pop.) 
A més, l'actor Heath Ledger, la va interpretar en l'escena principal de la pel·lícula 10 raons per a odiar-te.
Abans, l'any 1978, fou interpretada a la pel·lícula "The Deer Hunter" (El caçador) pels actors (Robert de Niro, Christofer Walken), que la cantaven abans d'anar a la guerra de Vietnam.
Altres cantants que han fet versions d'aquesta cançó han estat Matt Monro (amb una versió en espanyol anomenada "No puedo quitar mis ojos de ti"", núm.1 a Espanya el 1969), Mina Mazzini, Vikki Carr, Girls' Generation, Kiki Dee, Bobby Darin, Save Ferris, Bad Manners, David Osborne, Andy Williams, Cardin, Gloria Gaynor, Shirley Bassey, The Temptations, The Killers, Eldissa, Elis Regina, Tina Charles, Diana Ross & the Supremes, Boys Town Gang, Morten Harket de A-ha, Percy Faith, Manic Street Preachers, Hermes House Band, Sheena Easton, Ringo Shiina, Eric Martin, Suburban Legends, Prudence Liew, Sowelu, Tommy February, Ayumi Hamasaki, Sakurai Sho de Arashi, Nob Summer, Zard, JILS, Tingsek, Next Phaze, Efi Thodi, Malice Mizer, Barry Manilow, Engelbert Humperdinck, Kim Ross, The Spinto Band, Muse, Bumblefoot, Straight no Chaser, Walk off the Earth, Raphael, Alba Molina, Julio Iglesias, La Franel·la, Tòquio Ska Paradise Orchestra i també versionada en espanyol per la banda de rock mexicana The Rains, així com la boliviana Octavia, els xilens Ángel Parra Trio i Shaun Taylor-Corbett, entre d'altres. A Mèxic, César Costa la va enregistrar el 1968 amb el nom de "No puedo dejar de verte".
El 2009, el grup de rumba Tucara va fer la versió en espanyol ("No puedo quitar mis ojos de ti").
El 2012, una nova versió, aquesta vegada en estil bachata, té un cert èxit a la República Dominicana i a Nova York. La cantant dominicana, resident en la República Argentina, Shorty Danger va enregistrar una versió que combina els cors en anglès, amb una lletra pròpia en espanyol, aquesta vegada amb el nom I Love You Baby.
El 2018, el grup equatorià de Chill, Bossa i Jazz, Bossonora, interpreta una versió en bossa nova - swing (jazz).